# NGC 4338
NGC 4338 este o galaxie situată în constelația Părul Berenicei. A fost descoperită în  de către . Se află la o distanță de 22,7 de megaparseci de Pământ.